# Escuela de Música Popular de Avellaneda
La Escuela de Música Popular de Avellaneda (EMPA) es una institución pública de nivel terciario, dependiente del Gobierno de la Provincia de Buenos Aires de la República Argentina. Se especializa en la formación musical en los géneros de folclore argentino, tango y jazz. 

## Carreras
La EMPA cuenta con tres carreras de nivel terciario, todas de una duración de cuatro años.
- Instrumentista superior en música popular
- Profesorado de educación musical
- Profesorado de instrumento

Como requisito para todas se encuentra la "Formación Básica" (FoBa), que abarca tres niveles anuales (más un año optativo de ciclo preparatorio), cuya aprobación es indispensable para el ingreso a cualquiera de las tres carreras.

## Historia

### Fundación
Pionera en su tipo, al ser una de las primeras escuelas de música popular en Latinoamérica, la EMPA comienza a tomar forma en el año 1986 producto de la iniciativa de la Dirección Artística de la Provincia de Buenos Aires de crear una comisión destinada a institucionalizar la formación de músicos populares en los géneros de folclore argentino, tango y jazz.
Para realizar tal tarea, la elaboración de los contenidos fue encomendada a un grupo de destacados músicos de la escena local. En folclore, el responsable fue el pianista Manolo Juárez; en tango, fue el maestro Horacio Salgán; y los contenidos de jazz quedaron a cargo del saxofonista y clarinetista Hugo Pierre. El plan de estudios sería responsabilidad del asesor Gustavo Molina.
Finalmente, tras una resolución de 1987, se crea la escuela con el nombre de "Primera Escuela Argentina de Música Popular", ubicada en su primer edificio en la calle Italia 36, Avellaneda.

### Primeros años
Durante la década de 1990 la escuela comienza a crecer, enfrentándose a los desafíos de una gran demanda por parte de un estudiantado que no disponía de otras instituciones especializadas en música popular, sumado a las dificultades presupuestarias con que se encuentran las instituciones artísticas públicas en la Argentina. Por su parte, se van estableciendo las carreras de Formación Docente y Tecnicatura en Instrumento para los diversos instrumentos que la escuela hoy brinda, además del Ciclo Básico.

### La lucha por el edificio propio
Al mismo tiempo, fue tomando forma una lucha que se convierte en parte de la identidad de la EMPA: la lucha por el edificio propio apto para una institución musical. En marzo de 2001, luego de la renuncia del Director suplente, el Lic. Alberto Merolla, la Dirección queda a cargo del profesor Ricardo Cantore. En diciembre de 2002, la directora general de Cultura y Educación decidió alquilar transitoriamente un inmueble ubicado en Belgrano 581 hasta tanto se construía el nuevo edificio en Italia 36. Desde entonces se realizaron innumerable cantidad de manifestaciones públicas, intervenciones artísticas y participación de una gran cantidad de músicos de primer nivel de toda la Argentina en solidaridad con la comunidad de la escuela, con el objetivo de que se construya dicho edificio. 
```
Gracias a la lucha de 30 años de la comunidad educativa y las gestiones del Centro de Estudiantes ante la Intendencia, el 8 de octubre del 2015 se hace la presentación del Edificio nuevo sobre la calle Vélez Sárfield 680, actual sede de la EMPA.
```

## Influencia en la música popular
Músicos de reconocida trayectoria formaron o forman parte de su plantel docente, como 
Aníbal Arias, Lilián Saba, Rodolfo Mederos, Manolo Juárez, Rodolfo Alchourron, Maria de los Angeles Ledesma.
Grupos de música popular con éxito comercial tuvieron integrantes que fueron estudiantes de la Escuela, como los de Arbolito o La Delio Valdez